# Brachyhesma trichopterota
Brachyhesma trichopterota är en biart som beskrevs av Exley 1968. Brachyhesma trichopterota ingår i släktet Brachyhesma och familjen korttungebin. Inga underarter finns listade.

## Bildgalleri

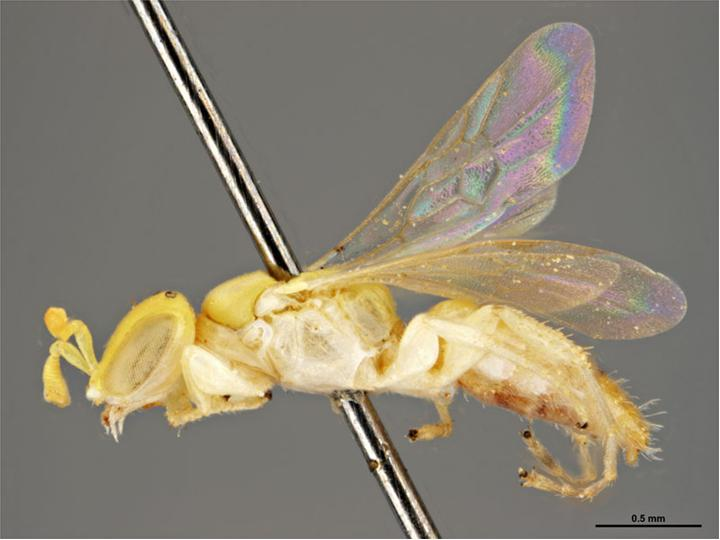